# Slide Away
Pour les articles homonymes, voir Slide Away (chanson de The Verve).
Pistes de Definitely Maybe
Digsy's Dinner Married With Children
Slide Away est un morceau du groupe de rock anglais Oasis, dixième titre de leur premier album ; Definitely Maybe. Il est également présent en face-B du single Whatever et sur la compilation Stop the Clocks.
Considéré comme la première chanson d'amour du groupe, elle reste un titre peu joué en live malgré sa grande notoriété. Noel se serait inspiré d'une histoire d'amour adolescente pour l'écrire, et beaucoup s'accordent à dire qu'elle reflète son réel talent de "songwriter", ainsi que les capacités vocales de son frère Liam. Réciproquement, c'est une des chansons favorites du groupe, et également de l'ex-beatle Paul McCartney.
En 2010, la radio XFM a réalisé un gigantesque sondage pour déterminer les 1000 meilleures chansons anglaises de rock (tous genres confondus) de tous les temps. Slide Away arrivait en 63e position. Dans un autre sondage destiné à déterminer les 100 meilleures chansons britanniques de tous les temps, XFM a classé Slide Away 49e la même année.

## Enregistrement
Noel prétend avoir écrit ce morceau avec une Les Paul envoyée par Johnny Marr, le leader de The Smiths. Il indique dans le DVD de l'album Definitely Maybe qu'il a sorti la guitare de son étui, a commencé à jouer et la "chanson s'est écrite d'elle-même".
Une dispute avait éclaté entre Noel et le guitariste rythmique Paul « Bonehead » Arthurs juste avant la session d'enregistrement de la chanson. Paul "Guisgy" McGuigan, le bassiste, l'a alors emmené dans un pub pour le calmer et après quelques verres, ils sont rentrés au studio pour achever le travail.